# Infinite synthesis 4
『infinite synthesis 4』（インフィニット・シンセシス・フォー）は、日本の音楽ユニット・fripSideが2018年10月10日にNBCユニバーサル・エンターテイメントジャパンから発売した第2期5枚目（通算10枚目）のオリジナルアルバムである。

## 内容
コンピレーションアルバム『crossroads』から約1年ぶり、オリジナルアルバムとしては前作『infinite synthesis 3』から約2年ぶりのアルバム。
今作はマクロの視点とミクロの視点を、1作を通して表現するコンセプトを元に制作された。宇宙視点の1曲目「Edge of the Universe」から始まって、個人視点の14曲目「Like a blink, a short night.」で終わる構成になっている。
初回限定盤Blu-ray版と初回限定盤DVD版、通常盤の3形態で発売され、各初回限定盤には今作のリード曲「Edge of the Universe」のミュージック・ビデオとメイキング映像、今作のスポットCM映像、2017年12月2日に幕張メッセ・国際展示場7,8ホールにて行われた結成15周年記念ライブツアー『fripSide 15th Anniversary Tour 2017-2018 "crossroads" supported by animelo mix』のライブ映像を収録したBlu-rayとDVDが同梱されている。また、全盤の初回生産分特典として『fripSide Concert Tour 2018-2019 -infinite synthesis 4- supported by animelo mix』のシリアル番号付きチケット先行申込券が封入された。

## 収録曲
1. Edge of the Universe [5:47]
作詞・作曲・編曲：八木沼悟志
今作のリード曲。第1期fripSideとしての2ndアルバム『2nd fragment of fripSide』の収録曲「transitory orbit」の原型であるデモ音源を元に制作された楽曲[3][4]。ミュージック・ビデオにはお笑いタレントのレイザーラモンHGが出演している。八木沼は、「『Infinite synthesis 4』になったらゲスト出演をお願いしたいと以前公言していたんですが、それが実現しました」と語っている[4]。
第2期のベストアルバム『the very best of fripSide 2009-2020』にも収録。
2. killing bites [4:43]
作詞・作曲・編曲：八木沼悟志
13thシングルの表題曲。
3. divine criminal [5:07]
作詞・作曲・編曲：八木沼悟志
14thシングルの表題曲。
4. snow of silence [5:35]
作詞・作曲・編曲：八木沼悟志
イントロと間奏にオーケストラル・ヒットを取り入れている[4]。
5. white relation (IS4 version) [7:36]
作詞・作曲・編曲：八木沼悟志
『シュヴァルツェスマーケン ミュージックコレクション』収録曲のリミックスバージョン[5]。イントロとミックスバランスが新たに加えられている。
ベストアルバム『the very best of fripSide -moving ballads-』にも収録。
6. colorless fate -version 2018- [7:01]
作詞：nao、八木沼悟志
作曲・編曲：八木沼悟志
第1期fripSideとしての1stアルバム『first odyssey of fripSide』の収録曲で、3度目のセルフカバーとなる。
ベストアルバム『the very best of fripSide -moving ballads-』にも収録。
7. under a starlit sky [4:29]
作詞：八木沼悟志
作曲・編曲：齋藤真也
2曲目の「killing bites」同様ロック色の強い楽曲[4]。
8. breaking dawn [5:05]
作詞・作曲：八木沼悟志
編曲：齋藤真也
ボーカルの声を切り刻んで並べるスライスという技法を取り入れた楽曲[4]。この技法を取り入れたのは、『infinite synthesis 3』収録曲の「2016 -Third cosmic velocity-」以来2作ぶり。
9. one dream [5:06]
作詞：八木沼悟志
作曲・編曲：八木沼悟志、齋藤真也
中国大陸をイメージして制作された楽曲[4]。
ベストアルバム『the very best of fripSide -moving ballads-』にも収録。
10. adverse wind [4:35]
作詞・作曲・編曲：八木沼悟志
11. beyond the horizon [6:02]
作詞・作曲・編曲：八木沼悟志
ベストアルバム『the very best of fripSide -moving ballads-』にも収録。
12. you only live once [5:42]
作詞：南條愛乃
作曲：八木沼悟志、川﨑海
編曲：川﨑海
13. close to you [5:03]
作詞・作曲・編曲：八木沼悟志
今作で最初に制作された楽曲[4]。
14. Like a blink, a short night. [5:50]
作詞：南條愛乃
作曲：八木沼悟志
編曲：八木沼悟志、齋藤真也

## 収録映像曲
本編
1. 2016 -Third cosmic velocity-
2. 1983-schwarzesmarken- (IS3 version)
3. future gazer
4. fortissimo -from insanity affection-
5. Heaven is a Place on Earth
6. everlasting
7. Luminize
8. eternal reality
9. killing bites
10. late in autumn
11. endless memory 〜refrain as Da Capo〜
12. fortuna on the Sixteenth night
13. Hesitation Snow
14. white forces -IS3 edition-
15. white relation
16. way to answer
17. whitebird
18. ひだまりバスケット
19. magicaride -version2016-
20. clockwork planet
21. LEVEL5-judgelight-
22. infinite synthesis

アンコール
1. black bullet
2. Two souls -toward the truth-

ダブルアンコール
1. sister's noise
2. only my railgun

## 参加ミュージシャン

### CD
fripSide
- 八木沼悟志：Keyboard & Synthesizer、Chorus (全曲)
- 南條愛乃：Vocal (全曲)

Additional Musician
- a2c：Guitar (#1,2,3,5,6,10,11,13)
- 戸口田隆広：Guitar (#4,12)
- 城石真臣：Guitar (#7,8,14)
- 海老澤祐也：Guitar (#9)

### Blu-ray・DVD
fripSide
- 八木沼悟志：Synthesizer、Guitar
- 南條愛乃：Vocal

バンドメンバー
- 八木一美：Drums
- 北村雄太：Bass
- 大島信彦：Guitar
- 星野威：Guitar
- 川﨑海：DJ、Keyboard
- 古島知久：Manipulator

## タイアップ
- 毎日放送・TBSアニメイズムB2枠アニメ『キリングバイツ』オープニングテーマ (#2)
- TBSアニメリコ枠アニメ『されど罪人は竜と踊る』オープニングテーマ (#3)
- Windows XP/Vista/7/8/8.1/10専用ゲームソフト『シュヴァルツェスマーケン 殉教者たち』主題歌 (#5)
- Android/iOS専用中華人民共和国向け携帯電話ゲーム『魔法禁书目录 正版手游』主題歌 (#10)